# Simon Ooms
Simon Ooms (Hasselt, 18 april 1994) is een Belgisch handballer.

## Levensloop
Ooms was aanvankelijk actief bij Initia Hasselt, maar maakte voor seizoen 2017-'18 de overstap naar de Franse 1e divisie-club Cesson Rennes Métropole. Het seizoen daarop werd hij verhuurd aan Sélestat Alsace dat actief was in de Proligue. Vanaf seizoen 2019-'20 is hij actief bij US Ivry.
Tevens is hij als international actief bij het Belgisch handbalteam. Hij werd onder meer geselecteerd voor het wereldkampioenschap van 2023.